# Eva Aggerholm
Eva Preetsman Aggerholm Sæby, 30 de setembre de 1879 – Madrid, 14 de gener de 1959), coneguda com a Eva Aggerholm, va ser una escultora avantguardista espanyola d'origen danès.

## Biografia
Va néixer a Dinamarca en el si d'una família acomodada, la qual cosa li va permetre rebre una excel·lent formació i viatjar a diferents ciutats. Va estudiar a la Reial Acadèmia de Belles Arts de Dinamarca de Copenhaguen per, més tard, seguir la seva formació a París, a l'Acadèmia Humbert (1908), on va perfeccionar el seu estil treballant a l'estudi de l'escultor Antoine Bourdelle, deixeble d'Auguste Rodin. A París va conèixer el pintor Daniel Vázquez Díaz, amb qui es va casar el 1910 a Copenhaguen, convertint-se al catolicisme i obtenint la nacionalitat espanyola.
Viatjant per tot Europa, Aggerholm va aconseguir enriquir el seu estil amb influències d'artistes avantguardistes parisencs i espanyols, que va assimilar i va transformar per crear un estil propi. La influència mútua entre la seva producció i la del seu marit és visible en la relació estètica existent entre les seves obres. Malgrat ser una escultora que va marcar un abans i un després en les obres de molts dels seus contemporanis, la seva obra és molt escassa.
En els seus primers anys va advocar tant per la pintura i el dibuix com per l'escultura però a partir del 1910 va decidir bolcar-se completament en l'escultura. A poc a poc va anar creant diferents obres mitjançant modelats en fang que utilitzava per fondre més endavant les peces en bronze. Així i tot, també va experimentar amb la fusta creant talles molt significatives.
A partir de 1911, i després del naixement del seu fill Rafael Vázquez Aggerholm, pintor espanyol, la seva producció va disminuir. L'any 1917 la família va viatjar a Madrid i, davant l'èxit que van obtenir les seves creacions, al 1918 s'hi va instal·lar definitivament. El 1919 van exposar conjuntament a la sala d'exposicions de la Direcció general de Belles Arts, en la que sembla que va ser l'única exposició individual d'Eva Aggerholm. En aquell moment va destacar amb obres fetes en talla directa del guix.
Es coneix encara poc el detall de les exposicions en què va participar. L'any 1921 ho va fer junt amb el seu marit a Madrid i el 1929 va prendre part en l'Exposició Internacional de Pintura, Escultura, Dibuix i Gravat que es va fer en el marc de l'Exposició Internacional de Barcelona. Junt amb altres escultors espanyols, va participar en les exposicions de Berlín (1932), Coppenhaguen (1933) i París (1936) que va organitzar la Sociedad de Artistas Ibéricos. Igualment, va ser l'única escultora que va exposar amb els artistes de l'avantguarda espanyola.
Vuit anys abans de la seva mort l'artista va sofrir una hemiplegia del costat esquerre que li va impedir del tot la mobilitat. L'any 1959 Aggerholm va morir i la seva família va heretar la major part de les seves obres, algunes de les quals es van donar al Museu Español d'Art Contemporani (MEAC).

## Exposicions
- 1919. Sala d'Exposicions de la Direcció general de Belles arts.[4]
- 1922. Exposició Nacional de Belles Arts, Madrid. Obres: Dr. Francisco V. Silva (guix) i La ciencia y la humanidad (marbre).[8]
- 1932. Exposició d'Art Español per la Societat d'Artistes Ibèrics a Copenhaguen.[7]
- 1933. Exposició d'Art Español per la Societat d'Artistes Ibèrics a Berlín.
- 1936. L' Art Espagnol Contemporain. Galerie Nationale du Jeu de Paume, París.
- 1941. Exposició General de Belles Arts, Madrid. Obra: Retrato de la señora del doctor Duarte (guix).[9]

## Obra
Tot i que la influència de Rodin és palesa en la seva obra, Eva Aggerholm va crear un estil propi que, partint de les característiques del realisme, arribava a una simplificació del detall. Escultora d'una gran qualitat artística, treballava el fang, la fosa i també va fer talles de fusta. Els seus temes principals eren la iconografia femenina i el retrat.
La característica més notable en les seves obres és la individualització del retratat, la qual cosa aconseguia mitjançant la interpretació dels trets físics de la persona d'una forma molt detallada i personal. Seguint les directrius de l'esperit d'avantguarda d'aquell moment, va apostar per l'experimentació i la iconografia femenina.
- Rafaelito (1916).
- Cabeza de muchacha (1929), bronze. Museu Reina Sofia (dipòsit Museu del Prado).[10]
- Retrato de Yakichiro Summa (1938), bronze. Museo de Jaén.[11]
- Desnudo (1940), bronze. Museu Reina Sofía (dipòsit Museu del Prado).[12]
- Señora Duarte (1942).

L'obra d'Eva Aggerholm forma part de nombroses col·leccions particulars espanyoles i estrangeres.

## Premis i distincions
D'entre els guardons que va aconseguir destaquen el diploma de primera classe de l'Exposició Nacional de Belles Arts de l'any 1929 i una tercera medalla pel retrat Señora Duarte al 1942.